# أرمينيا المزدهرة
حزب أرمينيا المزدهرة (بالأرمنية: Բարգավաճ Հայաստան կուսակցություն)، (باللاتينية: Bargavatch Hayastan kusaktsut’yun)، (بالإنجليزية: Prosperous Armenia)؛ هو حزب سياسي يميني في أرمينيا. أسسه رجل الأعمال جاجيك تساروكيان، في 30 أبريل 2004، عندما انعقد المؤتمر التأسيسي للحزب.
كان لرئيس أرمينيا الثاني، روبرت كوتشاريان، دور فعال في إنشاء الحزب، ،  في عام 2012، اعتقد "معظم المحللين"، أن كوتشاريان كان مشاركا عن كثب في الحزب. ويعتقد البعض الآخر، أن كوتشاريان، هو القائد السري للحزب، بينما يعتقد آخرون، أنه ليس له تأثير على حزب العمل الشعبي.

## أيديولوجية ( المعتقد )
يحتفظ الحزب بأيديولوجية مؤيدة روسوفيليا، وهو الحزب الوحيد الأوروبي الصريح في أرمينيا. يدافع الحزب، عن الحفاظ على القيم الوطنية والتقليدية، والأسر، والعلاقات بين الكنيسة، والدولة باعتبارها أهم الأولويات.
كما يدعي الحزب أنه يدعم بناء علاقات ديمقراطية، وحسن جوار داخل منطقة القوقاز، ومع مولدوفا، وبيلاروسيا، وأوكرانيا وآسيا الوسطى. على الرغم من كونها حزبًا مواليا لروسيا، إلا أن أرمينيا المزدهرة تؤمن بالحفاظ على علاقات قوية، وشراكة اقتصادية مع الاتحاد الأوروبي.

## قاعدة السلطة
وفقا لعالم الاجتماع، كارين سارجسيان، تتكون قاعدة الحزب، إلى حد كبير من سكان الريف في المقاطعة. تعتبر محافظة كوتايك معقلها على نطاق واسع. خلال الانتخابات البرلمانية لعام 2012، احتلت أرمينيا المزدهرة المرتبة الأولى، وفازت بحوالي 47.5 ٪ من الأصوات في تلك المقاطعة، وهو أعلى بكثير من المعدل الوطني البالغ 30 ٪.
بينما في الدائرة الانتخابية الثامنة والعشرين، والتي تضم مدينة أبوفيان (أرارات)، والعديد من القرى المحيطة، فاز الحزب بأكثر من 71 ٪.

## السجل الانتخابي
ظهرت لأول مرة في الانتخابات البرلمانية الأرمينية لعام 2007، حيث حصلت على 18 مقعدًا و 14.68٪ من الأصوات، مما يجعلها ثاني أكبر حزب سياسي في البرلمان. في الانتخابات البرلمانية الأرمينية لعام 2012، ضاعفت حصتها في التصويت بأكثر من الضعف إلى 30.12٪، وفازت بـ 37 مقعدا، وعززت وضعها كحزب المعارضة الرئيسي. في أعقاب الانتخابات البرلمانية الأرمنية لعام 2018، خسرت أرمينيا المزدهرة خمسة مقاعد، لكنها كانت لا تزال ثاني أكبر حزب في الجمعية الوطنية، وواحد من حزبي المعارضة الرسميين، والآخر هو أرمينيا المشرقة.

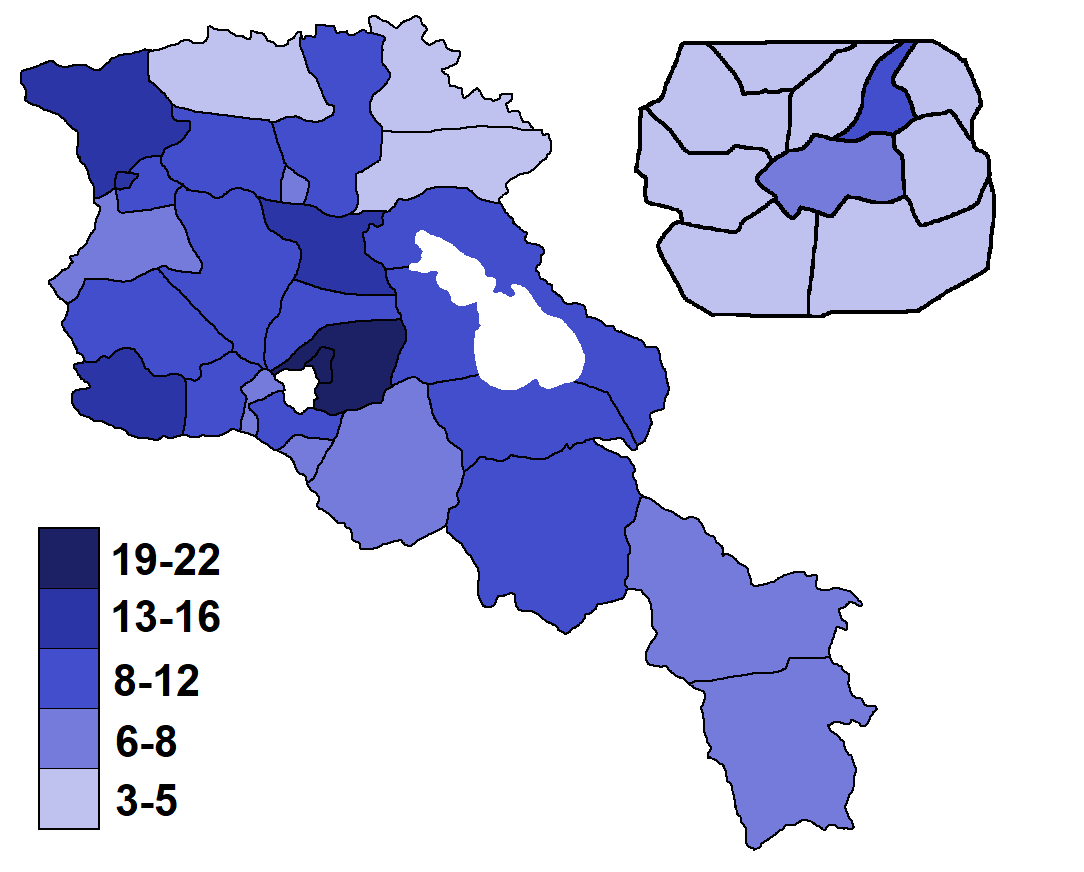
Percentage of votes won by Prosperous Armenia by electoral district in the 2018 Armenian parliamentary election.

### الانتخابات البرلمانية
| Year  | Party-list | Party-list | Party-list   | Constituency /total | Total seats | +/–  |
| Year  | Votes      | %          | Seats /total | Constituency /total | Total seats | +/–  |
| ----- | ---------- | ---------- | ------------ | ------------------- | ----------- | ---- |
| 2007  | 204,483    | 15.1%      | 18 / 90      | 8 / 41              | 26 / 131    | new  |
| 2012  | 454,673    | 30.12%     | 28 / 90      | 9 / 41              | 37 / 131    | ▲ 11 |
| 2017* | 428,965    | 27.35%     | 31 / 105     | —                   | —           | ▼ 6  |
| 2018  | 103,824    | 8.27%      | 26 / 132     | —                   | —           | ▼ 5  |

* As part of Tsarukyan Alliance

### الانتخابات الرئاسية
| Year | Candidate             | Votes                 | %                     | Rank                  |
| ---- | --------------------- | --------------------- | --------------------- | --------------------- |
| 2008 | endorsed سيرج سركسيان | endorsed سيرج سركسيان | endorsed سيرج سركسيان | endorsed سيرج سركسيان |
| 2013 | did not participate   | did not participate   | did not participate   | did not participate   |